# Guillermina de Hesse-Kassel

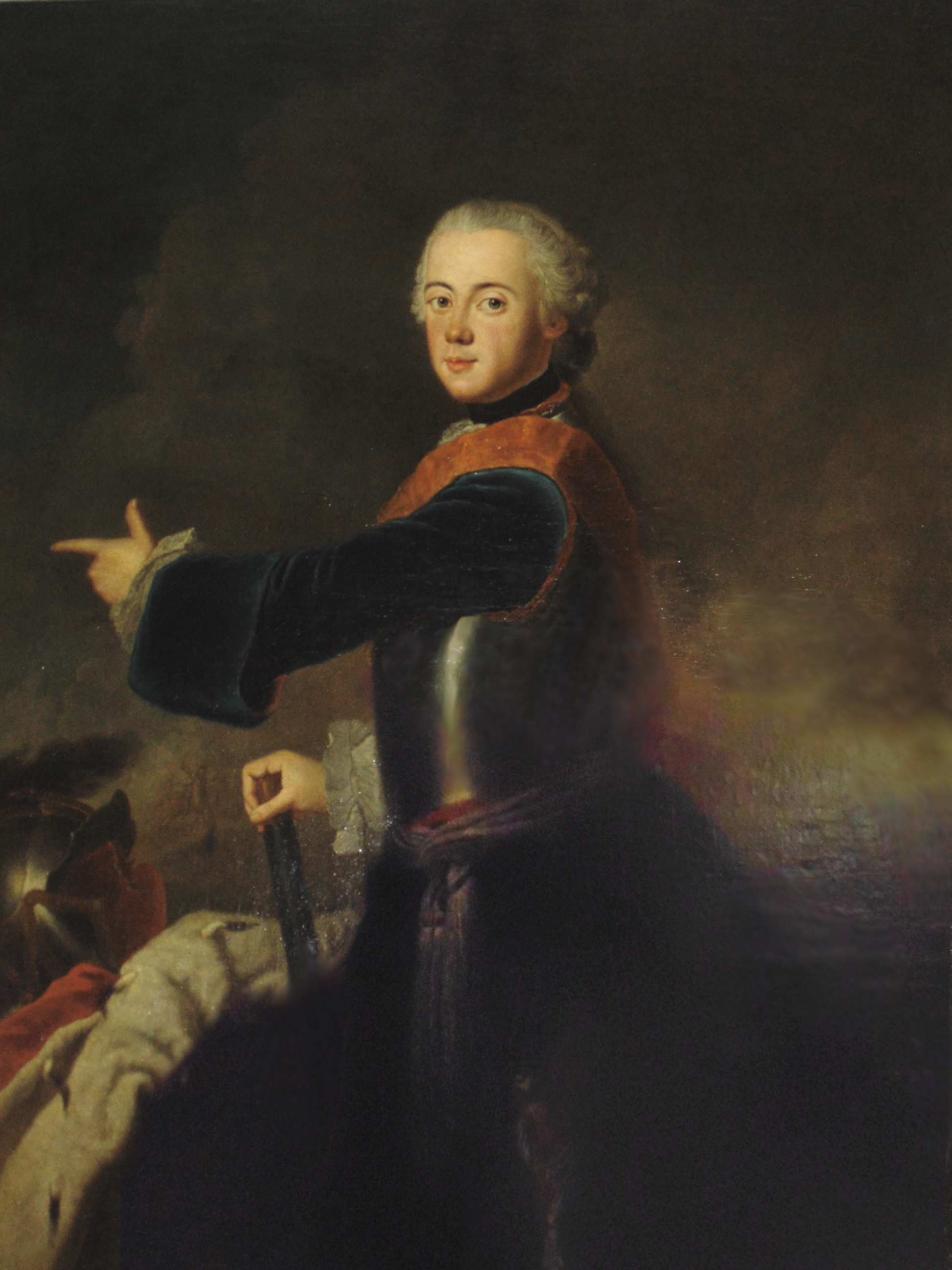
Su esposo, el príncipe Enrique Luis de Prusia.

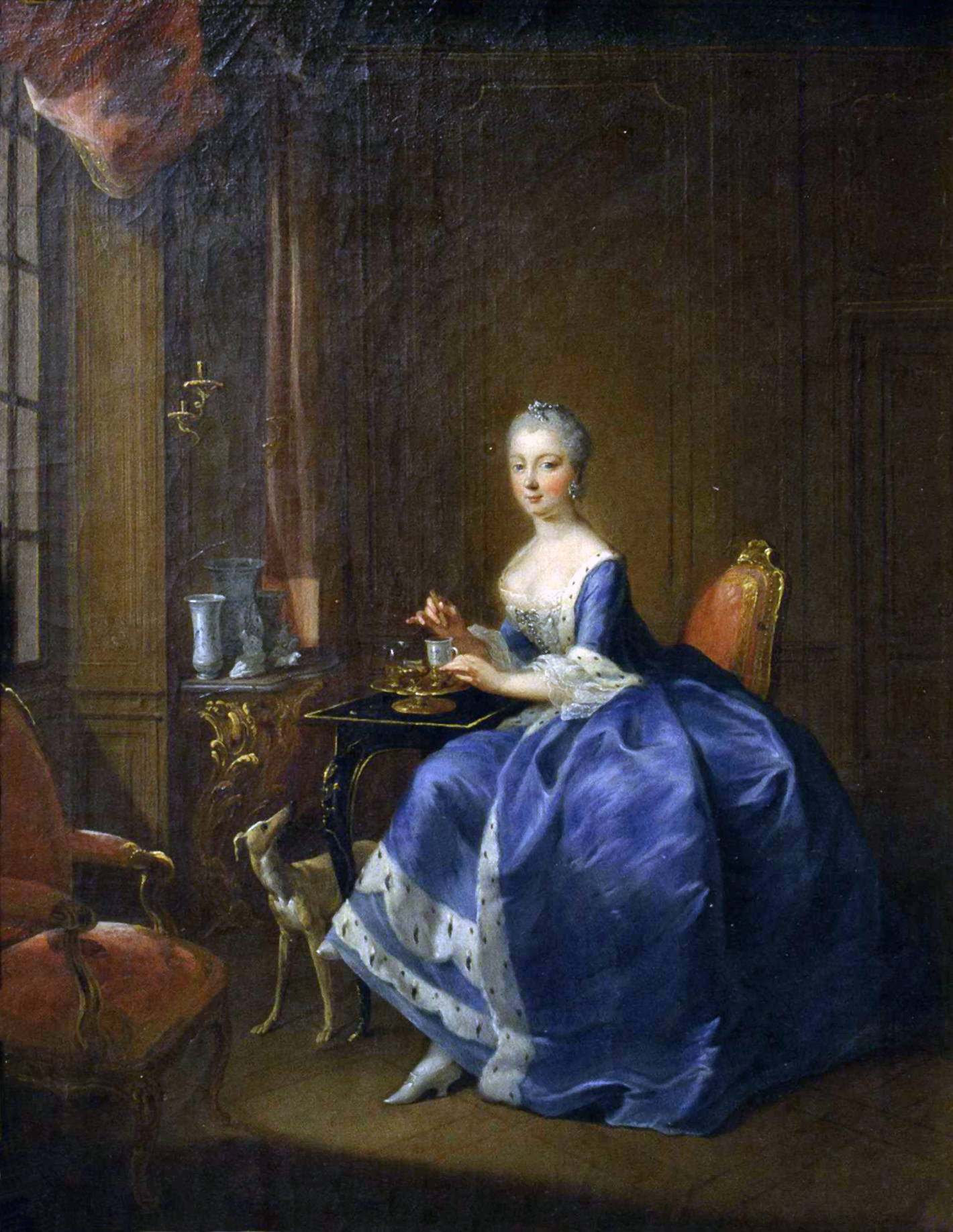
Guillermina, por Johann Heinrich Tischbein, 1755.

Guillermina de Hesse-Kassel (Kassel, 25 de febrero de 1726-Berlín, 8 de octubre de 1808) fue una princesa de Hesse-Kassel por nacimiento, y princesa de Prusia como la esposa del príncipe Enrique Luis de Prusia.

## Biografía
Guillermina nació el 25 de febrero de 1726, en Kassel. Fue la cuarta de los siete hijos del landgrave Maximiliano de Hesse-Kassel (1689-1753), y de su esposa, la princesa Federica Carlota de Hesse-Darmstadt (1698-1777). Por lado materno, Guillermina era sobrina del landgrave Guillermo VIII de Hesse-Kassel y del rey Federico I de Suecia. Descrita como bella y encantadora, Guillermina se casó con el príncipe Enrique Luis de Prusia, hijo del rey Federico Guillermo I de Prusia y de Sofía Dorotea de Hannover, el 25 de junio de 1752. Ambos habían sido presentados cuando Enrique visitó Kassel en 1751.
La pareja se instaló en el Castillo de Rheinsberg, en Berlín, donde tenían su propia corte. Sin embargo, Guillermina y Enrique no tuvieron hijos, y según varios historiadores se debió a que al igual que su hermano mayor, Federico, Enrique era homosexual. Su marido pasaba mucho tiempo -al igual que su hermano- distanciado de ella, y apenas ocultaba su pasión por otros hombres y desarrolló amistades íntimas con el actor Blainville y el francés emigrado, el conde de La Roche-Aymon. La pareja finalmente se separó en 1766, después de un supuesto romance de Guillermina. Después de la separación, Guillermina se trasladó al Palais Unter den Linden en Berlín. En su visita, su sobrina la princesa Carlota de Holstein-Gottorp, escribe sobre Guillermina:

"Ella era una dama alta y guapa, con una figura bien cuidada, aunque muy delgada, y todavía se podía ver lo extraordinariamente hermosa que era en su juventud. Sus ojos son grandes y animados, aunque algo sobresalientes, y con una mirada inquieta. Ella es ingeniosa y literal, pero como consecuencia de su edad, a veces habla de varios temas al mismo tiempo. Sus modales son regios, y ella representa la perfección, y era, además, muy educada y muy agradable hacia mí." 
Guillermina fue una de los pocos miembros de la familia real que permanecieron en Berlín durante la ocupación francesa en 1806. Mientras que la mayor parte de la familia real se marchó, al parecer debido a la crítica anti-napoleónica que habían expresado, Guillermina se quedó con su cuñado, Augusto Fernando de Prusia, y su esposa, Isabel Luisa de Brandeburgo-Schwedt, debido a su "avanzada edad", así como también la princesa Augusta de Prusia, que en ese momento estaba embarazada. Guillermina murió dos años después, el 8 de octubre de 1808, a la edad de 82 años.

## Distinciones honoríficas
- Dama de la Orden de Santa Catalina (Imperio ruso).